# Wody wgłębne

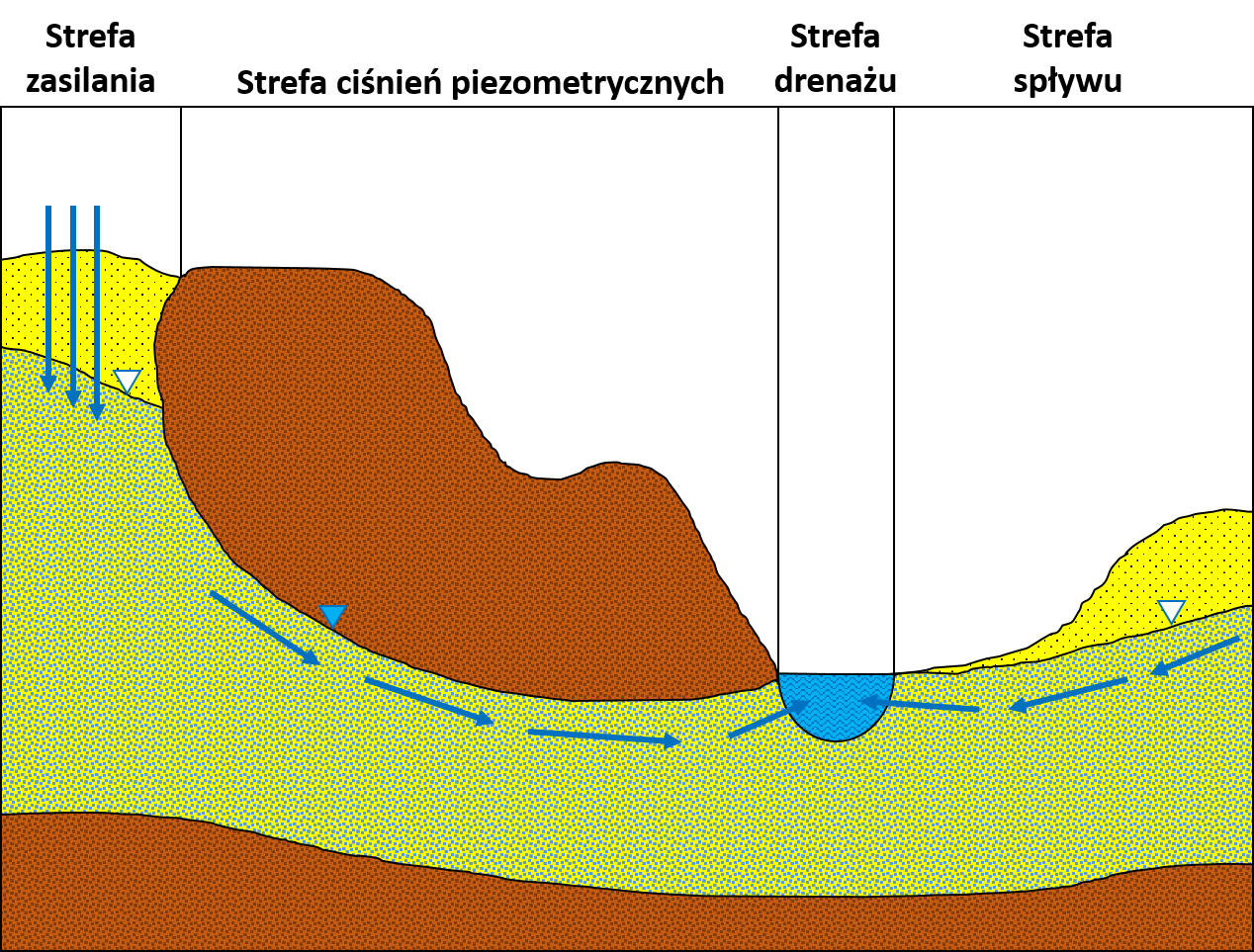
Strefy wód podziemnych.

Wody wgłębne – wody podziemne występujące w warstwach wodonośnych przykrytych utworami nieprzepuszczalnymi.
Obszar występowania wód wgłębnych można podzielić na trzy strefy: strefę zasilania, w której zachodzi zasilanie wód podziemnych, strefę spływu, w której woda przepływa ze strefy zasilania do strefy drenażu (jeżeli zwierciadło jest napięte to strefę spływu nazywa się strefą ciśnień piezometrycznych, w której woda ma napięte zwierciadło i jest pod ciśnieniem wywołanym przez nadległą warstwę skał nieprzepuszczalnych oraz strefę drenażu, czyli odpływu wód podziemnych, np. do zbiornika/cieku powierzchniowego.
Z racji tego, że wody wgłębne są odizolowane od warunków zewnętrznych warunki pogodowe nie mają na nie znacznego wpływu i wody te nie podlegają znacznym wahaniom poziomu w ciągu roku. W odróżnieniu od wód głębinowych są odnawialne.

## Sposoby zasilania wód wgłębnych
Wody wgłębne mogą być zasilane:
- bezpośrednio przez infiltrację wód opadowych – woda opadowa wsiąka w miejscach wychodni utworów przepuszczalnych i pod wpływem grawitacji przepływa do strefy saturacji.
- pośrednio – woda napływa z innych warstw skalnych.
  - lateralnie – woda napływa ze strefy saturacji innego, wyżej położonego poziomu wodonośnego, przez wychodnie warstw podłoża.
  - przez okna hydrogeologiczne – woda przepływa przez okna hydrogeologiczne, czyli przerwy w utworach nieprzepuszczalnych spągu warstwy wodonośnej wód wgłębnych.
  - przez przesączanie – woda przesiąka przez warstwy słabo przepuszczalne z wyżej położonych poziomych wodonośnych.
  - przez szczeliny uskoków tektonicznych – woda spływa z wyższych warstw przez szczelinę uskokową.

Schemat niecki artezyjskiej:1. Warstwa wodonośna
2. Warstwa nieprzepuszczalna
3. Obszar zasilania
4. Studnia artezyjska
5. Linia ciśnienia piezometrycznego
6. Studnia subartezyjska
7. Źródło artezyjskie

## Wody wgłębne naporowe
Jako że wody wgłębne są przykryte nadległymi utworami nieprzepuszczalnymi, kształt ich spągu często wymusza przebieg zwierciadła wód podziemnych, które staje się napięte. Woda znajduje się wówczas pod ciśnieniem piezometrycznym. Wartość tego ciśnienia wyznacza tzw. linia ciśnienia piezometrycznego, czyli umowna linia wyznaczająca stan równowagi między ciśnieniem hydrostatycznym i atmosferycznym, po której w normalnych warunkach przebiegałoby zwierciadło swobodne.
Jeżeli linia ciśnienia piezometrycznego przebiega poniżej powierzchni gruntu to są to wody subartezyjskie, jeśli jednak znajduje się ponad powierzchnią topograficzną to są to wody artezyjskie.